# 胜利之歌 (电视剧)
《胜利之歌》（英語：Victorious）是一部美国的情景喜剧。2010年3月27日开始在尼克儿童频道播出。制片人是丹·施耐德，主演是維多利亞·嘉絲蒂、利昂·托马斯三世、马特·本内特、伊麗莎白·吉利斯、亞莉安娜·格蘭德、亞凡·喬吉亞及丹妮埃拉·莫內特。